# Sayyed Imam Al-Sharif
Pour les articles homonymes, voir Sharif.
 (novembre 2016).
Si vous disposez d'ouvrages ou d'articles de référence ou si vous connaissez des sites web de qualité traitant du thème abordé ici, merci de compléter l'article en donnant les références utiles à sa vérifiabilité et en les liant à la section « Notes et références ».
Sayyed Imam Al-Sharif, (Arabic: سيد إمام الشريف); aka "Dr. Fadl" and Abd Al-Qader Bin 'Abd Al-'Aziz, a été décrit comme une figure majeure dans le mouvement global du Jihad islamique.

## Biographie
Il serait "l'un des plus anciens associés d'Ayman Al-Zawahiri, et son livre al-'Umda fi I'dad al-'Udda ("Les Essentiels de la préparation[pour le Jihad]"), a été utilisé comme manuel du jihad dans les camps d'entraînement Al-Qaeda en Afghanistan. Fadl aurait été l'un des premiers membres du conseil supérieur d'al-Qaïda[].
Il a récemment attaqué Al-Qaïda et appelé à mettre fin aux activités violentes du jihad dans les pays occidentaux et musulmans[4].